# Ciencia ficción en Perú
En el Perú hay tradición literaria pero como en otros países de Latinoamérica, la ciencia ficción está aún en proceso de crecimiento. En las últimas décadas se ha manifestado un rebrote de la ciencia ficción, impulsada por fanzines, grupos literarios y algunos escritores que se están inclinando por el género. Internet ha favorecido la creación de espacios en los que se puede encontrar ciencia ficción peruana.

## Antecedentes
La primera novela peruana fue de ciencia ficción. Se trata de Lima de aquí a cien años de Julián Manuel del Portillo, publicada por entregas (entre julio de 1843 y enero de 1844) en el diario El Comercio. Enmarcada dentro del canon estilístico de la época, tenía características de novela gótica y de ciencia ficción, con elementos fantásticos, de utopía y anticipación. Como referencia, la primera novela de Julio Verne (que fue también su primera obra de ciencia ficción, París en el siglo XX) fue escrita recién en 1859.
En la novela, Artur y su amigo Carlos aparecen en la Lima y el Cusco de 1943, tras cien años de inconsciencia provocada por un genio. Ven que Inglaterra ya no es la potencia mundial de antaño, que Rusia ahora es la primera potencia mundial gracias a su colaboración con China, y que el Perú es ahora un país altamente desarrollado. Intercambian cartas entre ellos, transportadas por naves aéreas que diariamente unen ambas ciudades. Cusco tiene una arquitectura fantástica: se ha construido una gigantesca pirámide de 225 pisos y 3 kilómetros de altura, y una biblioteca que alberga 12 millones de libros. Un túnel parte de Arequipa, atraviesa un volcán, y llega hasta el interior de la pirámide. Estas ideas hacen de la novela, también, la primera utopía arquitectónica.

## Escritores
- Juan Manuel Portillo: Lima de aquí a cien años (1843)
- Clemente Palma: entrando en el siglo XX, fue el primero en escribir cuentos de ciencia ficción. Estos son La última rubia, aparecido en Cuentos Malévolos (1904), y El día trágico, aparecido en la segunda edición de Cuentos Malévolos de 1913. También escribió XYZ (1934)
- Héctor Velarde: La perra en el satélite (1958) y ¡Un hombre con tongo! (1950)
- José Adolph: Hasta que la muerte (1971), Mañana las ratas (1977), In Memoriam y Los fines del mundo (2003)
- José Donayre Hoefken: La fabulosa máquina del sueño (1999) y El ovni de los pantanos (2017).
- Carlos de la Torre Paredes: "Los viejos salvajes - Herederos del cosmos" Peithos Editores (2012), novela galardonada con la Segunda Mención Honrosa del IV Premio de Novela Breve Cámara Peruana del Libro 2012, "SOS - Herederos del cosmos" Ediciones CTP - Cultura, y toda popular (2016), "Son pocos pero son" Ediciones CTP - Cultura, y toda popular (2016).
- Daniel Salvo: El amante de Irene (2003), El nombre no es importante(2009), El primer peruano en el espacio(2014).
- Enrique Prochazka: Cuarenta sílabas, catorce palabras (2005), Test de Turing (2005), Un único desierto (1997), Casa (2004)
- Pedro Novoa: Inserte cuatro monedas de a peso, por favor, El artefacto (2004), Dos palabras resaltadas, Cuestión de daltonismo(2006)
- Giancarlo Stagnaro
- Juan Rivera Saavedra
- Manuel Antonio Cuba: Acecho (2003)
- José Manuel Estremadoyro: Glasskan El planeta maravilloso (1971)
- Víctor Pretell
- Luis Antonio Bolaños
- José Dellepiane: Eco, cuento que forma parte del libro "Enjambre sutil", primera edición (2004) Tres Dioses, cuento finalista del Premio Juan Rulfo 2008
- Luis Arbaiza: Thecnetos 2010
- Tanya Tynjälä: La ciudad de los nictálopes (2003)
- Alexis iparraguirre: El inventario de las naves (2005), El fuego de las multitudes (2016)
- Antony Llanos Sánchez: Avernia héroes y leyendas (2007),Frankenstein Steampunk (2014), Hombre Lobo Steampunk (2014), Avernia travesía por el mar de tormentas y tridentes (2015), Undeadworld (2016), Revenge (2016).
- Carlos Enrique Saldivar: Historias de ciencia ficción (2008)
- Carlos Echevarría: El planeta olvidado I. La liberación (2012), La galaxia escarlata (2015), El planeta olvidado II. La resistencia (2016)
- Carlos Vera Scamarone: La paradoja Cane (2014)
- Jim Rodríguez: Apokhalipsis. La máquina del tiempo (2015)
- José Güich Rodríguez: Los caprichos de la razón (2015)
- Jules Verde: "blokd" (2017)
- Sarko Medina Hinojosa: "El Ekeko y los deseos imposibles - Aletheya" (2019)
- Cristhian Balles: "Bajo la nube negra" (2021)

## Antologías
- Se vende marcianos. Muestra de relatos de ciencia ficción peruana (selección y prólogo de José Donayre Hoefken), Lima, Ediciones Altazor, 2015, ISBN 978-612-4215-87-2
- Elton Honores: Noticias del futuro. Antología del cuento de ciencia ficción peruano del siglo XXI, Lima, Ediciones Altazor, 2019.